# Fengshan Zhen
Fengshan Zhen (kinesiska: 凤山, 凤山镇) är en köping i Kina. Den ligger i provinsen Yunnan, i den sydvästra delen av landet, omkring 250 kilometer sydväst om provinshuvudstaden Kunming. Antalet invånare är 79 857. Befolkningen består av 40 344 kvinnor och 39 513 män. Barn under 15 år utgör 16,0 %, vuxna 15-64 år 76 %, och äldre över 65 år 7,0 %.
Genomsnittlig årsnederbörd är 1 331 millimeter. Den regnigaste månaden är juli, med i genomsnitt 329 mm nederbörd, och den torraste är februari, med 6 mm nederbörd.